# Alex Grey
Pour les articles homonymes, voir Grey.
Alex Grey, né le 29 novembre 1953 à Columbus, dans l'Ohio, est un artiste américain. Membre de l' Integral Institute, dont l'œuvre qui se rapproche du psychédélisme et du symbolisme, est quelquefois associée au mouvement New Age,.
On retrouve son art dans la conception des pochettes d'albums du groupe de metal progressif Tool, ainsi que pour In Utero de Nirvana.

## Biographie

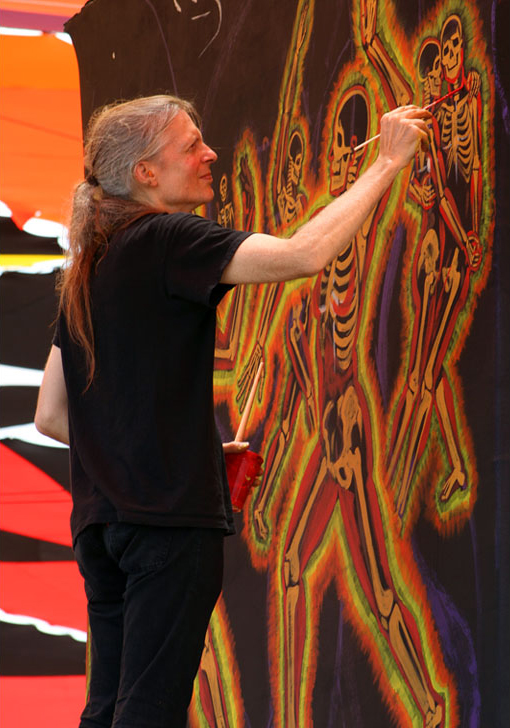
Peinture d'Alex Grey.

Alex Grey est né Alex Velzy à Columbus, en Ohio le 29 novembre 1953. Enfant du milieu d'un couple de bourgeois, son père était un graphiste et a encouragé la capacité de dessin de son fils. Dans son enfance Alex recueillait les insectes et les animaux morts de la banlieue et allait les enterrer dans la cour arrière. Les thèmes de la mort et de la transcendance ont tissé ses œuvres, depuis les premiers dessins de représentations. Il est allé au Colombus College of Art and Design pendant deux ans (1971-73), puis il abandonne et peint les panneaux d'affichage dans l'Ohio pendant une année (1973-74). Grey a ensuite fréquenté l'école du Musée des beaux-arts de Boston pendant un an, pour étudier avec l'artiste conceptuel, Jay Jaroslav.
À la Boston Museum School, il a rencontré sa femme, l'artiste Allyson Rymland Grey. Au cours de cette période, il a expérimenté des enthéogènes qui ont induit des états mystiques et l'ont conduit à transformer son existentialisme agnostique en une transcendance radicale. Le couple Grey voyage ensemble dans les vagues du LSD. Alex a ensuite passé cinq ans à la Harvard Medical School et travailla dans le département de l'anatomie du corps étudiant et la préparation des cadavres pour la dissection. Il a également travaillé au département de Harvard de Mind / Body Medicine avec le Dr Herbert Benson et le Dr Joan Borysenko, et mené des expériences scientifiques pour enquêter sur les énergies de guérison subtile. La formation anatomique Alex l'a préparé pour la peinture des Miroirs Sacrés et pour faire de l'illustration médicale. Lorsque les médecins ont vu son œuvre "Sacred Mirrors", ils lui ont demandé de faire un travail d'illustration. Grey a été instructeur en anatomie artistique et figure de sculpture pendant dix ans à l'université de New York, il enseigne actuellement des cours de Visionary Art avec Allyson au Centre Open à New York; l'Université Naropa à Boulder, au Colorado, au California Institute of Integral Studies et à l'Institut Omega à Rhinebeck à New York.

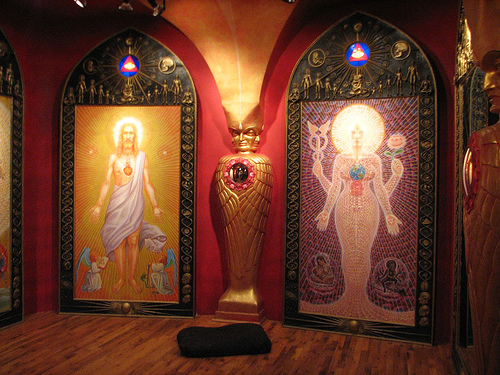
À l'intérieur de la Chapel of Sacred Mirrors.

En 1972, Grey a commencé une série d'actions d'art qui ressemblaient à des rites de passage, en ce sens qu'ils présentent les étapes d'une psyché en développement. Les rites de performance d'environ cinquante ans, menés au cours des trente dernières années ont paru après être passés par des transformations d'un égocentrisme à l'identité et de plus en plus de sociocentrisme et de théocentrique. La performance la plus récente a été WorldSpirit, une parole et une collaboration musicale avec Kenji Williams qui a été publiée en 2004 sous forme de DVD. Une série unique de 21 peintures grandeur nature, "Sacred mirrors" (sur l'affichage à la chapelle des Miroirs Sacrés à New York City), emporte le spectateur dans un voyage vers sa propre nature divine, en examinant en détail le corps et l'esprit. "Sacred Mirrors" présente l'anatomie physique et subtile d'un individu dans le contexte de l'évolution cosmique, biologique et technologique. Commencée en 1979, la série s'est étendue sur une période de dix ans. C'est durant cette période qu'il a développé ses représentations du corps humain, un "rayon X" des couches multiples de la réalité et une révélation du jeu des forces anatomiques et spirituelles.
Après avoir peint des Miroirs sacrés, il a appliqué cette perspective multidimensionnelle de ces archétypes expériences humaines englobant la prière, la méditation, les baisers, l'accouplement, la grossesse, la naissance, les soins infirmiers et des mourants. Les travaux récents de Gary ont exploré le thème de la conscience dans la perspective d'«êtres universels» dont les corps sont des grilles de feu et les yeux d'infinis tourbillons galactiques.

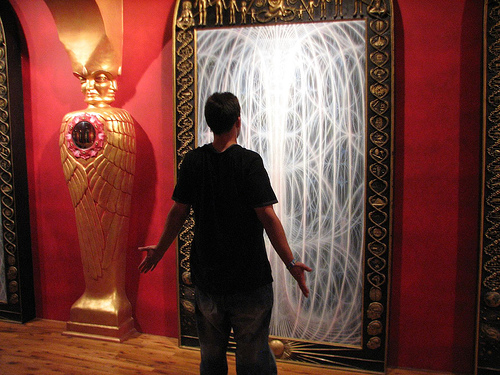
Un visiteur appréciant cette œuvre d'art.

Les réputés guérisseurs Olga Worral et Rosalyn Bruyère ont exprimé leur satisfaction quant à la représentation habile de clairvoyance dans ses peintures des organes lumineux translucides. Les peintures de Grey ont été présentées dans des lieux aussi divers que la pochette d'album de Tool, String Cheese Incident, Beastie Boys et Nirvana, Newsweek magazine, le Discovery Channel, Rave flyers et sur des feuilles de buvard d'acide. Ses œuvres ont été exposées à travers le monde, y compris entité Inc, Tibet House, Stux Galerie, PS 1, The Outsider Art Fair et le New Musée à New York, le Grand Palais à Paris, le São Paulo Biennale au Brésil. Alex a été invité à des conférences partout dans le monde, y compris Tokyo, Amsterdam, Bâle, Barcelone et Manaus. La communauté internationale a adopté le "Grey psychédélique" en tant que cartographe et porte-parole important pour le royaume visionnaire. Une grande installation appelé cœur net par Alex et sa femme, Allyson, a été affiché à Baltimore American Visionary Art Museum en 1998-99. Une rétrospective de mi-carrière des œuvres Grey's a été exposée au Museum  Musée d'art contemporain, San Diego en 1999. Le livre d'art grand format, Sacred Mirrors : l'art visionnaire d'Alex Grey a été traduit en cinq langues et a été vendu à plus de cent mille exemplaires, chiffre inhabituel pour un livre d'art. Son livre inspirant, La Mission de l'art, retrace l'évolution de la conscience humaine à travers l'histoire de l'art, en explorant le rôle de l'intention de l'artiste et de conscience et une réflexion sur le processus créatif comme un chemin spirituel.
Transfigurations est la deuxième monographie grand format, contenant plus de 300 images couleur et noir et blanc de son travail. Sounds True a publié Lesartiste visionnaire, un CD de réflexions sur l'art Grey's comme une pratique spirituelle. ARTmind est une récente vidéo de l'artiste en voie d'explorer le potentiel de guérison de l'Art Sacré. Grey a coédité le livre, Zig Zag Zen : Buddhism and Psychedelics (Chronicle Books, 2002). En 2004, VISIONS Grey's coffret contenant un portefeuille de nouvelles œuvres et Sacred Mirrors et Transfigurations, ses œuvres complètes. Le Chapel of Sacred Mirrors, COSM, une exposition à long terme une cinquantaine d'œuvres d'art de transformation par Grey a ouvert en automne 2004 à NYC. Il vit à New York avec sa femme, la peintre Allyson Grey, et leur fille, l'actrice Zena Grey (de).
Grey a été en vedette dans le film 2006 Entheogen: Awakening the Divine Dans, un documentaire sur la redécouverte d'un univers enchanté dans le monde moderne.